# Рыжегорлые нектарницы
Рыжегорлые нектарницы (лат. Chalcomitra, от др.-греч. χαλκέᾱ μίτρᾱ «медная грудная повязка») — род птиц из семейства нектарницевых.
Данный род — это группа очень маленьких воробьиных птиц Старого Света, которые питаются в основном нектаром, хотя также могут питаться и насекомыми, особенно когда кормят птенцов. Полёт быстрый и прямой на коротких крыльях.
Род Chalcomitra был введён немецким натуралистом Людвигом Райхенбах в 1853.

## Список видов
В состав рода включают 7 видов:
- Желтогорлая нектарница Chalcomitra adelberti (Gervais, 1834)
- Аметистовая нектарница Chalcomitra amethystina (Shaw, 1812)
- Сокотранская нектарница Chalcomitra balfouri (P.L.Sclater et Hartlaub, 1881)
- Нектарница-кармелитка Chalcomitra fuliginosa (Bechstein, 1811)
- Нектарница Хантера Chalcomitra hunteri (Shelley, 1889)
- Зеленогорлая нектарница Chalcomitra rubescens (Vieillot, 1819)
- Яркокрасногрудая нектарница Chalcomitra senegalensis (Linnaeus, 1766)